# دی‌اوان (روانگردان)
۲،۵-دی‌متوکسی-۴-نیتروآمفتامین (به انگلیسی: 2,5-Dimethoxy-4-nitroamphetamine) با فرمول شیمیایی C۱۱H۱۶N۲O۴ یک ترکیب شیمیایی است. که جرم مولی آن ۲۴۰٫۲۶ g/mol می‌باشد. 